# Andre Mijatović
Andre Mijatović [ˈandrɛˑ ˈmijatɔʋitɕ] (* 3. Dezember 1979 in Rijeka) ist ein ehemaliger kroatischer Fußballspieler und heutiger -trainer.

## Karriere

### Als Spieler
Mijatović begann seine Profikarriere als Fußballspieler bei HNK Rijeka im Sommer 1998 und wechselte im Sommer 2003 nach Dinamo Zagreb. Im Jahr 2004 wurde er kroatischer Pokalsieger mit Dinamo Zagreb. Nach Ablauf seines Vertrages wechselte der Abwehrspieler im Juli 2005 ablösefrei zur SpVgg Greuther Fürth in die 2. Fußball-Bundesliga in Deutschland.
Nachdem der Verein 2007 eine Vertragsoption gezogen hatte, die den Kontrakt um ein weiteres Jahr verlängert, hatte er in einem Eilantrag eine Einstweilige Verfügung beim Arbeitsgericht Nürnberg gegen diese Entscheidung beantragt. Dieser wurde jedoch abgelehnt, so dass es am 6. August zur Hauptverhandlung kommen sollte. Da Mijatović jedoch kurz vor Verhandlungsbeginn die Klage zurückzog, kam es nicht mehr zum Prozess.
Im Juni 2007 wechselte er für eine Ablösesumme von 700.000 Euro zum Fußball-Bundesligisten Arminia Bielefeld. Er unterschrieb einen Dreijahresvertrag, welcher 2009 vorzeitig bis 2012 verlängert wurde und eine Option auf ein weiteres Jahr enthielt.
Zur Saison 2010/11 wechselte er zum Bundesliga-Absteiger Hertha BSC, wo er einen Zweijahresvertrag unterschrieb, dort von Markus Babbel zum Kapitän ernannt wurde und am 14. August 2010 im DFB-Pokal Spiel gegen den SC Pfullendorf sein Debüt gab.
Nach Ende der Saison 2011/12 gab der Verein bekannt, dass Neutrainer Jos Luhukay in der neuen Saison nicht mehr mit Mijatović plane. Am 9. Juni 2012 gab der FC Ingolstadt 04 die Verpflichtung von Mijatović zur Saison 2012/13 bekannt. Bei den Schanzern unterschrieb er einen Vertrag bis zum 30. Juni 2014. 2015 beendete er dort seine aktive Laufbahn.
Von 1999 bis 2001 bestritt er 10 Länderspiele für die kroatische U21-Nationalmannschaft.

### Als Trainer
Am 2. Oktober 2017 wurde bekannt, dass Mijatovic der neue Co-Trainer des FC Ingolstadt wird. Zuvor hatte er diese Funktion bei den Stuttgarter Kickers ausgeübt. Am 22. September 2018 wurde er gemeinsam mit Cheftrainer Stefan Leitl nach einem schwachen Saisonstart mit nur einem Sieg aus sechs Spielen entlassen.
Anfang Februar 2019 übernahm Leitl den Zweitligisten SpVgg Greuther Fürth als Cheftrainer, erneut wurde Mijatović sein Assistent.
Ab der Saison 2022/23 übernahm Stefan Leitl das Traineramt bei Hannover 96 und Mijatović wechselte als Co-Trainer mit ihm nach Hannover. Ende Dezember 2024 wurden beide freigestellt.
Mitte Februar 2025 wurden Leitl und Mijatović bei Hertha BSC angestellt, wo er bis 2012 gespielt hatte.

## Titel
- Deutscher Zweitligameister und Aufstieg in die Bundesliga: 2011 (Hertha BSC)
- Deutscher Zweitligameister und Aufstieg in die Bundesliga: 2015 (FC Ingolstadt 04)

## Privates
Mijatović ist verheiratet, hat drei Kinder und wohnt mit seiner Familie in Ingolstadt. Für seine Trainertätigkeit in Berlin wohnt er mit Stefan Leitl in einer Wohngemeinschaft, wie schon zuvor in Hannover.